# 費里斯貝托·德·多斯
費里斯貝托·德·多斯（Felisberto de Deus，1999年7月6日—）是東帝汶男子田徑運動員。
他代表東帝汶參加2020年夏季奧林匹克運動會男子1500公尺項目，並擔任開幕典禮的掌旗官。

## 外部連結
- 費里斯貝托·德·多斯在的頁面